# Olax madagascariensis
Olax madagascariensis là một loài thực vật có hoa trong họ Olacaceae. Loài này được (DC.) Valeton mô tả khoa học đầu tiên năm 1886.